# Christopher Tyerman
Christopher Tyerman é um historiador acadêmico focado nas cruzadas. Em 2015, foi nomeado professor de História das Cruzadas na Universidade de Oxford.

## Vida e carreira
Ele se formou no New College, Oxford, com um diploma de bacharel em artes de primeira classe em 1974; ele lecionou na Universidade de York entre 1976 e 1977, antes de retornar a Oxford como pesquisador no Queen's College (1977-82); em 1981, ele completou seu doutorado em filosofia e ganhou a medalha do Prêmio Alexander da Royal Historical Society. Ele também fez outra pesquisa no Exeter College, que durou de 1982 a 1987. Durante todo o tempo, ele era professor de história medieval no Hertford College, Oxford, desde 1979 e em 2006 foi eleito um de seus colegas. Em 2015, ele recebeu o título de Professor de História das Cruzadas pela Universidade de Oxford.

## Trabalho
Os interesses de pesquisa de Tyerman estão nas cruzadas na Europa Ocidental medieval, que ele explorou sob os ângulos cultural, social, religioso e político. Ele se concentrou especialmente na alta Idade Média e na França medieval. Ele também publicou trabalhos sobre a história da educação, incluindo uma história monográfica da Harrow School. Seus trabalhos publicados incluem: 
- "Marino Sanudo Torsello and the Lost Crusade: Lobbying in the Fourteenth Century", Transactions of the Royal Historical Society, 5th Series, vol. 32 (1982)
- "Philip V of France, the assemblies of 1319-20 and the Crusade", Bulletin of the Institute of Historical Research, vol. lvii, no. 135 (1984)
- "Sed nihil fecit? The last Capetians and the Recovery of the Holy Land", War and Government in the Middle Ages, ed. J. Gillingham & J. C. Holt (Woodbridge, 1984)
- "The Holy Land and the Crusades in the Thirteenth and Fourteenth Centuries", Crusade and Settlement, ed. P. W. Edbury (Cardiff, 1985)
- "Philip VI of France and the Recovery of the Holy Land", English Historical Review, c (1985)
- "Some English evidence of attitudes to the crusade in the thirteenth century", Thirteenth Century Studies, i, ed. S. Lloyd (Woodbridge, 1986)
- England and the Crusades 1095–1588 (University of Chicago Press, 1988)
- "Harrow School in the late eighteenth and early nineteenth centuries", Journal of the Byron Society, 1989
- "Who went on Crusade to the Holy Land?", The Horns of Hattin, ed. B. Z. Kedar (Jerusalem, 1992)
- "Were there any Crusades to the Holy Land in the Twelfth Century?", English Historical Review, cx (1995)
- Who’s Who in Early Medieval England 1066–1272 (Shepheard Walwyn, 1996)
- The Invention of the Crusades (Macmillan 1998)
- "Holy War, Roman Popes, and Christian Soldiers: Some Early Modern Views on Medieval Christendom", The Medieval Church: Universities, Heresy and the Religious Life, ed. P. Biller and B. Dobson, Studies in Church History: Subsidia 11 (Woodbridge, 1999)
- A History of Harrow School 1324–1991 (Oxford University Press 2000)
- "What the Crusades meant to Europe", The Medieval World, ed. P. Linehan and J. Nelson (Routledge, 2001)
- "William of Wykeham 1324–1404", New College Record, 2004
- An Eyewitness History of the Crusades, 4 vols. (Folio Society, 2004)
- Fighting for Christendom: Holy War and the Crusades (Oxford University Press, 2004)
- The Crusades: A Very Short Introduction (Oxford University Press, 2005)
- God’s War: A New History of the Crusades (Penguin/Allen Lane and Harvard University Press, 2006)
- "Principes et Populus: Civil Society and the First Crusade", Cross, Crescent and Conversion, ed. S. Barton and P. Linehan (Brill, Leiden, 2008)
- "The Expansion of Europe and the Crusades", A Companion to the Medieval World, ed. C. Lansing and E. English (Blackwell, 2009)
- "Court, Crusade and City: The cultural milieu of Louis I, duke of Bourbon", Soldiers, Nobles and Gentlemen: Essays in Honour of Maurice Keen, ed. P. Coss and C. Tyerman (Boydell and Brewer, 2009)
- (as editor with Peter Coss) Soldiers Nobles and Gentlemen: Essays in Honour of Maurice Keen (Boydell and Brewer, 2009)
- (as editor) New College (Third Millennium, 2010)
- (as editor) Chronicles of the First Crusade (Penguin, 2011)
- The Debate on the Crusades 1099–2010 (Manchester University Press, 2011)
- "Henry of Livonia and Crusade Ideology", Crusading and Chronicle Writing on the Medieval Frontier, ed. M. Tamm, L. Kaljundi and C. Selch Jensen (Ashgate, 2011)
- "New wine in old skins? The Crusade and the Eastern Mediterranean in the Later Middle Ages", Byzantines, Latins and Turks in the Eastern Mediterranean World after 1150, ed. C. Holmes and J. Harris (Oxford Byzantine Studies, Oxford University Press, 2012)
- The World of the Crusades. An Illustrated History (Yale University Press, 2019)